# Campeonato Amazonense de Futebol de 2020
O Campeonato Amazonense de Futebol de 2020 foi a 104.ª edição da divisão principal do campeonato estadual do Amazonas, cujo nome oficial foi Barezão 2020. O torneio começou no dia 21 de janeiro de 2020, mas foi dado como encerrado pelos clubes participantes em conjunto com a Federação Amazonense de Futebol no dia 20 de março do mesmo ano, por conta dos efeitos financeiros acarretados pela Pandemia de COVID-19. Após aproximadamente 9 meses (contados da paralisação do campeonato) de discussões sem consenso formado entre as partes envolvidas, sobretudo quanto ao cancelamento ou ao encerramento da referida edição, quanto à existência ou não de um campeão, quanto à ocorrência ou não de rebaixamento e quanto à indicação dos representantes do estado do Amazonas no  Campeonato Brasileiro da Série D de 2021, na Copa do Brasil de 2021 e na  Copa Verde de 2021, o que levou a questão a ser discutida no âmbito da Justiça Desportiva (em primeiro grau no Tribunal de Justiça Desportiva do Amazonas e em grau de recurso, no STJD), decidiu-se no mês de dezembro de 2020 de maneira definitiva pelo cancelamento e consequente invalidação das partidas realizadas entre 21 de janeiro à 20 de março de 2020 e pelo início de uma nova edição do torneio, a ser realizado no início do ano de 2021 com nova programação de jogos e novo regulamento. Assim, no dia 15 de fevereiro de 2021 teve início a nova edição do Barezão de 2020, com os jogos finais ocorridos no dia 1º de março de 2021. O campeão e o vice-campeão garantiram vaga na  Copa do Brasil de 2021 e na Copa Verde de 2021, e os dois melhores posicionados (fora o Manaus Futebol Clube, que estará na Série C de 2021) garantiram vaga no  Série D de 2021.

## ACovid-19e o Barezão 2020: do cancelamento até a definição pela realização de uma nova edição

### Primeiras reuniões entre clubes eFAF:suspensão e encerramento da competição
Era a terceira semana do mês de março do ano de 2020. De acordo com a programação da tabela da competição, a quarta rodada da primeira fase da Taça Cidade de Manaus, correspondente ao segundo turno do torneio, deveria ser realizada durante aquele período. Entretanto, por conta da ocorrência naquele mesmo período dos primeiros casos registrados de pessoas infectadas no âmbito da Pandemia de Covid-19 no estado do Amazonas, a FAF determinou no dia 17 de março, como medida que objetivava garantir o distanciamento social no âmbito das competições futebolísticas no Amazonas durante o período pandêmico, a paralisação do Barezão 2020 pelo período de duas semanas . 
Entretanto, considerando o possível agravamento da situação epidemiológica da pandemia tanto no Brasil quanto no Amazonas, a FAF convocou reunião com os representantes das oito equipes participantes do torneio na data de 20 de março de 2020, com o intuito de se deliberar qual seria o desfecho da competição. Na aludida reunião, apenas um único ponto entre os oito clubes foi unânime: de que a partir daquela data não ocorreriam mais partidas válidas pelo Barezão de 2020, tendo em vista as dificuldades financeiras impostas aos clubes pela Pandemia de Covid-19 . Entretanto, não se chegou a um consenso geral a discussão sobre a validade das partidas realizadas até então, visto que na reunião, seis equipes (Nacional, Princesa do Solimões, Fast Clube, São Raimundo, Iranduba e Manaus) opinaram pelo cancelamento do campeonato, o que acarretaria na invalidação de todas as partidas até então realizadas; e duas equipes (Amazonas e Penarol) opinaram pelo simples encerramento do campeonato, o que tornariam válidas apenas as partidas que haviam sido realizadas até então. Questões como a existência de um campeão e de um vice-campeão, quanto à indicação dos representantes amazonenses nas competições regionais e nacionais do ano de 2021 e quanto ao rebaixamento à Série B de 2021 sequer foram discutidas naquele momento, conforme demonstra a ata da reunião. Como moderadora da deliberação, a FAF se limitou apenas a afirmar que Tendo em vista a falta de unanimidade na decisão (quanto ao cancelamento ou ao encerramento do campeonato), a Federação estudará o caso e em reunião posterior com os clubes definirá todos os assuntos decorrentes da decisão. Tal "reunião posterior" jamais ocorreu. A Federação, por conta das medidas de distanciamento social impostas naquele momento, suspendeu suas atividades presenciais até que se houvesse uma melhora nos indicadores epidemiológicos da pandemia no Amazonas, o que ocorreu durante o mês de junho de 2020 e possibilitou o retorno das atividades presenciais da entidade em julho do mesmo ano. Durante o período em que a Federação esteve com suas atividades presenciais suspensas (março a junho de 2020) as questões decorrentes do Barezão 2020 sequer foram cogitadas a serem discutidas. Após o retorno de suas atividades presenciais, a FAF, ao invés de convocar a reunião que se comprometera em 20 de março com os clubes participantes, decidiu as questões atinentes ao Barezão 2020 de maneira unilateral, o que causou discórdia entre os clubes participantes (principalmente entre aqueles que eram a favor do cancelamento da competição e aqueles que eram a favor do simples encerramento da competição) e levou o caso a ser discutido no âmbito da justiça desportiva.

### A Resolução da Presidência nº 001/2020 daFAFe a judicialização do Barezão 2020
Ignorando a promessa feita na reunião de 20 de março de que se reuniria com os clubes participantes para discutir todos os assuntos decorrentes da decisão pelo encerramento da disputa do Barezão 2020, a FAF, em 8 de julho de 2020, através da Resolução da Presidência nº 001/2020 , decidiu de maneira unilateral os tais assuntos, determinando que o campeonato não teria campeão, vice-campeão e rebaixados, bem como delimitou os representantes amazonenses nas competições nacionais de 2021 através da classificação geral do campeonato estabelecida levando em consideração somente as partidas realizadas até a data de 20 de março. 
Tal decisão da Federação beneficiou os seguintes clubes: 
- Amazonas, que naquela altura da competição era o primeiro colocado geral da competição, e com isso, teria direito a vagas na Copa do Brasil de 2021, na Série D de 2021 e na Copa Verde de 2021;

- Manaus, que naquela altura da competição era o segundo colocado geral da competição, e pelo fato de ser integrante da Série C do Campeonato Brasileiro, teria direito somente a vagas na Copa do Brasil de 2021 e na Copa Verde de 2021;

- Penarol, que naquela altura da competição era o terceiro colocado geral da competição, e que pelo fato do Manaus ser integrante da Série C do Campeonato Brasileiro, seria o clube melhor classificado a ter direito à segunda vaga do Amazonas na Série D de 2021;

- Princesa do Solimões, que naquela altura da competição era o sétimo colocado geral da competição e seria rebaixado para a Série B de 2021 se não fosse a decisão da Federação.

- Iranduba, que naquela altura da competição era o oitavo e último colocado geral da competição e seria rebaixado para a Série B de 2021 se não fosse a decisão da Federação.

Após a publicação da decisão, Fast Clube e Nacional, clubes que terminaram respectivamente em quarto e quinto lugares na classificação geral, demonstraram insatisfação com o conteúdo da resolução, pelo fato de terem feito parte da maioria dos clubes que votaram a favor do cancelamento da competição na reunião do dia 20 de março e pelo fato de que, por entenderem que a maioria dos clubes decidiu pelo cancelamento do torneio, seriam os clubes beneficiados com vagas na Série D de 2021 por conta de serem os clubes amazonenses melhores posicionados no Ranking da CBF do ano de 2020 atrás do Manaus, o clube amazonense melhor posicionado, integrante da Série C do Campeonato Brasileiro. Baseados nestes motivos, ambos os clubes recorreram ao Tribunal de Justiça Desportiva do Amazonas  objetivando a derrubada da decisão da Federação e assim saírem vitoriosos em seus intuitos.

### As decisões da Justiça Desportiva: o retorno do Barezão 2020, em nova fórmula e regulamento
Em 17 de agosto de 2020, o Tribunal de Justiça Desportiva do Amazonas, ao julgar a ação movida por Fast Clube e Nacional, anulou a Resolução da Presidência nº 001/2020 de 8 de julho de 2020 , como queriam os clubes. Entretanto, ao invés de cancelar o campeonato, como também queriam os clubes requerentes, determinaram o retorno do Barezão 2020 a partir da 4ª rodada da primeira fase do segundo turno, momento exato em que a disputa havia sido paralisada. Tal decisão, dessa vez, gerou insatisfação por parte da FAF, que alegando não ter condições técnicas de retomar a disputa do Barezão 2020, recorreu ao STJD a fim de recuperar a vigência da Resolução da Presidência nº 001/2020 de 8 de julho de 2020 e assim restabelecer as indicações já realizadas dos representantes amazonenses nas competições nacionais do ano de 2021 .
Em 30 de setembro de 2020, julgando recurso da FAF, o STJD entendeu que válida era a decisão dos oito clubes participantes da competição, tomada na reunião de 20 de março de 2020 em cancelar o Barezão 2020. Em assim sendo, foi determinado o cancelamento definitivo de todos os jogos da competição, realizados desde o seu início até o momento de sua paralisação . 
Naquele momento, entendeu-se que faziam jus às vagas nas competições nacionais do ano de 2021 apenas os clubes amazonenses melhores posicionados no Ranking da CBF. Assim, Manaus e Fast Clube, respectivamente, o melhor e o segundo melhor amazonense bem posicionado no ranking, fariam jus às vagas da Copa do Brasil de 2021 e da Copa Verde de 2021; e Fast Clube e Nacional, respectivamente o melhor e o segundo melhor amazonense bem posicionado no ranking sem estarem nas séries A, B ou C do Campeonato Brasileiro, visto que o Manaus era integrante da Série C do Campeonato Brasileiro, fariam jus às vagas da Série D de 2021.
Entretanto, em nova manifestação no dia 3 de dezembro de 2020 no mesmo processo, o STJD determinou que as vagas de representantes amazonenses nas competições nacionais do ano de 2021 não poderiam ser indicadas através do Ranking da CBF, mas sim, por meio de um novo torneio a ser realizado pela FAF , visto que o Barezão de 2020, da forma que havia sido disputado, já se encontrava definitivamente cancelado.
Assim, a FAF, cumprindo determinação do STJD, reuniu representantes das oito equipes do Barezão 2020 no dia 11 de dezembro de 2020, onde na ocasião, foi decidido que o novo torneio que seria realizado para indicar os representantes amazonenses nas competições nacionais do ano de 2021 corresponderia à edição 2020 do Campeonato Amazonense , bem como foi decidida a nova fórmula de disputa, a nova programação de jogos e as datas de início e de término do torneio (que deveriam ser antes da realização do Barezão 2021).

## A nova edição do Barezão de 2020
Em 11 de Dezembro de 2020 a Federação Amazonense de Futebol e os clubes definiram em comum acordo que o Campeonato Amazonense de 2020 seria reeditado, iniciando do zero e desconsiderando-se assim todas as partidas disputadas até então, cumprindo-se dessa maneira a decisão do STJD. O torneio iniciou no dia 15 de Fevereiro de 2021 e contou com 7 dos 8 participantes originais, porém com outro regulamento . O torneio teve apenas cinco datas em virtude da proximidade do sorteio da primeira fase Copa do Brasil de 2021, realizado na data de 2 de março de 2021 quando os clubes já deveriam ter sido indicados. 

### Novo Regulamento
Seguindo as posições do estadual de 2019, os clubes foram colocados alternadamente em dois grupos(Grupo A e Grupo B) com quatro componentes cada. Na primeira fase os clubes jogam internamente no grupo apenas em jogos de ida, com os dois maiores pontuadores se classificando para a fase final.
Semifinais
Nas semifinais será obedecido o chaveamento 1º do Grupo A contra o 2º do Grupo B e 1º do Grupo B contra o 2º do Grupo A. Os Primeiros colocados terão o mando de campo da partida única, mas não terão vantagem, então se houver empate haverá disputa de pênaltis. 
3ª Lugar
Os derrotados nas semifinais se enfrentarão na decisão de 3º lugar, em jogo único, que também servirá como um possível critério para indicação ao Campeonato Brasileiro de Futebol - Série D, caso o Manaus seja um dos finalistas. Os critérios das Semifinais serão mantidos.
Final
Os vencedores das Semifinais se enfrentam em jogo único, com mando de campo para o time de melhor campanha e novamente sem vantagens, onde se houver empate ao final do tempo normal haverá disputa de pênaltis. 
Rebaixamentos
Não houve rebaixamentos nessa edição, bem como a participação dos oito clubes do Barezão 2020 nesta edição reformulada do torneio foi opcional, não acarretando em punições em caso de não participação. Dessa forma todos os 8 clubes originários do Barezão de 2020 estiveram garantidos na edição de 2021, que começou poucos dias depois.

## Desistência doPrincesa do Solimõesdo Barezão 2020 reformulado
Em ofício enviado à FAF na data de 21 de janeiro de 2021, o Princesa do Solimões, alegando precaução por conta do novo aumento de casos e óbitos no âmbito da Pandemia de Covid-19 no estado do Amazonas, decidiu não participar da edição reformulada do Barezão 2020 . Conforme previsto no §3º do artigo 11 do regulamento do Barezão 2020 reformulado, não haverá decesso e a participação na competição é opcional sem
punições em caso de não participação. Todos os clubes participantes deste campeonato possuem vagas asseguradas no Campeonato Amazonense 2021,conforme Conselho Técnico 2021 previamente realizado.  Dessa forma, o Princesa do Solimões, por conta da desistência, não sofreu rebaixamento nem quaisquer outro tipo de punição, bem como teve a sua participação no Barezão de 2021 assegurada pelo regulamento do Barezão de 2020 reformulado.

## A disputa do Barezão 2020 reformulado

### Equipes participantes
| Aumento | Equipe promovida da Série B 2019 |

### Promovidos e e rebaixados
| Pos. | Rebaixados da Série A 2019 |
| ---- | -------------------------- |
| 7º   | Rio Negro-AM               |
| 8º   | Sul América                |

| Pos. | Promovido da Série B 2019 |
| ---- | ------------------------- |
| 1º   | Amazonas FC               |
| 2º   | São Raimundo              |

### Grupo A
| Pos | Equipe      | PG | Jogos | Jogos | Jogos | Jogos | Gols | Gols | Gols | Aprov | Classificação            |
| Pos | Equipe      | PG | #     | V     | E     | D     | GP   | GS   | SG   | %     | Classificação            |
| --- | ----------- | -- | ----- | ----- | ----- | ----- | ---- | ---- | ---- | ----- | ------------------------ |
| 1   | Manaus      | 9  | 3     | 3     | 0     | 0     | 4    | 0    | +4   | 100   | Semifinais do Campeonato |
| 2   | Penarol     | 4  | 3     | 1     | 1     | 1     | 3    | 2    | +1   | 44    | Semifinais do Campeonato |
| 3   | Amazonas    | 3  | 3     | 1     | 0     | 2     | 2    | 5    | –3   | 33    | Eliminados               |
| 4   | Nacional-AM | 1  | 3     | 0     | 1     | 2     | 1    | 3    | −2   | 11    | Eliminados               |

### 1ª Rodada
| 15 de fevereiro 2021 | 15:30 | Amazonas | 2 – 1 | Nacional-AM | Arena da Amazônia |

| 25 de fevereiro 2021 | 16:30 | Manaus | 2 – 0 | Penarol | Colina |

### 2ª Rodada
| 21 de fevereiro 2021 | 15:00 | Penarol | 0 – 0 | Nacional-AM | Floro de Mendonça |

| 21 de fevereiro 2021 | 15:30 | Manaus | 1 – 0 | Amazonas | Arena da Amazônia |

### 3ª Rodada
| 23 de fevereiro 2021 | 15:00 | Penarol | 3 – 0 | Amazonas | Floro de Mendonça |

| 23 de fevereiro 2021 | 15:30 | Nacional-AM | 0 – 1 | Manaus | Arena da Amazônia |

### Grupo B
| Pos | Equipe          | PG | Jogos | Jogos | Jogos | Jogos | Gols | Gols | Gols | Aprov | Classificação            |
| Pos | Equipe          | PG | #     | V     | E     | D     | GP   | GS   | SG   | %     | Classificação            |
| --- | --------------- | -- | ----- | ----- | ----- | ----- | ---- | ---- | ---- | ----- | ------------------------ |
| 1   | São Raimundo-AM | 6  | 2     | 2     | 0     | 0     | 5    | 2    | +3   | 100   | Semifinais do Campeonato |
| 2   | Fast Clube      | 3  | 2     | 1     | 0     | 1     | 3    | 1    | +2   | 50    | Semifinais do Campeonato |
| 3   | Iranduba        | 0  | 2     | 0     | 0     | 2     | 2    | 7    | −5   | 0     | Eliminado                |

### 1ª Rodada
| 17 de fevereiro 2021 | 15:30 | Fast Clube | 3 – 0 | Iranduba | Arena da Amazônia |

### 2ª Rodada
| 21 de fevereiro 2021 | 15:30 | Iranduba | 2 – 4 | São Raimundo-AM | Colina |

### 3ª Rodada
| 24 de fevereiro 2021 | 15:30 | São Raimundo-AM | 1 – 0 | Fast Clube | Colina |

### Fase final
Em itálico, as equipes que jogarão com mando de campo por ter melhor campanha e em negrito os times vencedores das partidas.
|  | Semifinais                                                          | Semifinais                                                          |      |                                                                 | Final                                                           | Final |  |
|  |                                                                     |                                                                     |      |                                                                 |                                                                 |       |  |
|  | 27 de fevereiro de 2021 – Arena da Amazônia, Manaus, às 15h30       |                                                                     |      |                                                                 |                                                                 |       |  |
|  | Manaus                                                              | 2                                                                   |      |                                                                 |                                                                 |       |  |
|  | Fast Clube                                                          | 0                                                                   |      |                                                                 |                                                                 |       |  |
|  |                                                                     |                                                                     |      |                                                                 |                                                                 |       |  |
|  |                                                                     |                                                                     |      |                                                                 | 1º de março de 2021 – Arena da Amazônia, Manaus, às 15h30       |       |  |
|  |                                                                     |                                                                     |      |                                                                 | Manaus                                                          | 1(5)  |  |
|  |                                                                     | Penarol                                                             | 1(6) |                                                                 |                                                                 |       |  |
|  |                                                                     |                                                                     |      |                                                                 |                                                                 |       |  |
|  |                                                                     |                                                                     |      |                                                                 |                                                                 |       |  |
|  |                                                                     |                                                                     |      |                                                                 | Terceiro lugar                                                  |       |  |
|  | 27 de fevereiro de 2021 – Ismael Benigno (Colina), Manaus, às 15h30 | 27 de fevereiro de 2021 – Ismael Benigno (Colina), Manaus, às 15h30 |      | 1º de março de 2021 – Ismael Benigno (Colina), Manaus, às 15h30 | 1º de março de 2021 – Ismael Benigno (Colina), Manaus, às 15h30 |       |  |
|  | São Raimundo-AM                                                     | 0                                                                   |      | Fast Clube                                                      | 1                                                               |       |  |
|  | Penarol                                                             | 1                                                                   |      |                                                                 | São Raimundo-AM                                                 | 0     |  |

## Premiação
| Campeonato Amazonense de 2020 |
| ----------------------------- |
|                               |
| Penarol Campeão (3º título)   |